# Totentanz von Wondreb

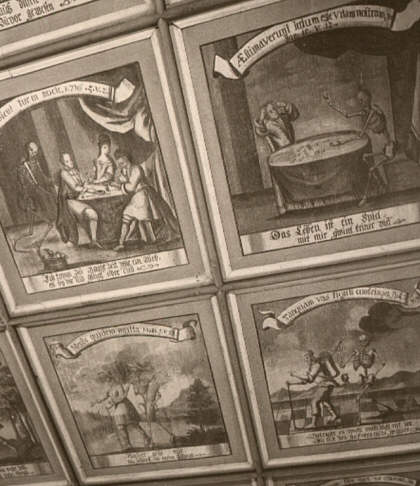
Ausschnitt aus dem Totentanz von Wondreb

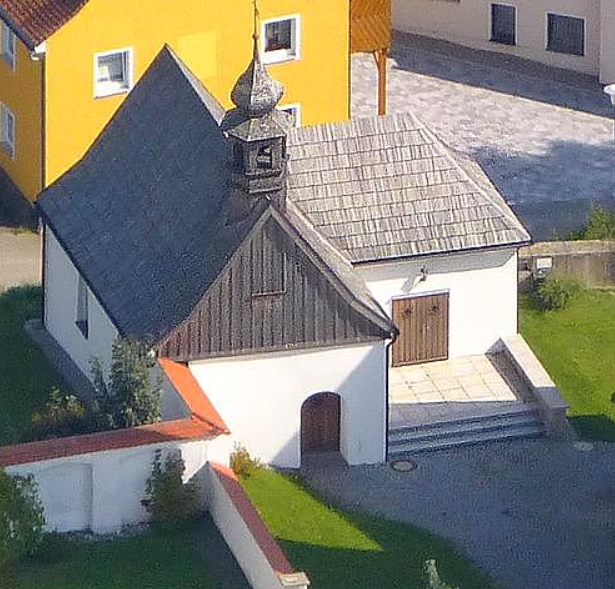
Luftbild St. Michael Totentanzkapelle

Der Totentanz von Wondreb ist eine Reihe von Gemälden an der Decke der Friedhofskapelle der Ortschaft Wondreb im Landkreis Tirschenreuth in der Oberpfalz.

## Zeit
Im Dreißigjährigen Krieg machte sich eine große Depression breit. Vieles war zerstört worden, was man mit viel Mühe aufgebaut hatte.
Diese Haltung hielt auch Einzug in das Zeitalter des Barocks von 1600 bis 1750. Themen waren Vanitas (Vergänglichkeit), Memento Mori (Gedenke dem Tod) und Carpe Diem (Lebe den Tag). Auch die Antithesen waren sehr beliebt. So wurden zwei gegensätzliche Begriffe gegenübergestellt, so zum Beispiel Leben und Tod, Schein und Sein.
In dieser Zeit entstand auch das Deckengemälde in der Friedhofskapelle in Wondreb. Es wurde an die feuchte Decke gemalt, wo es stark belastet wird. Dadurch wurden viele Restaurierungen zu seiner Erhaltung notwendig.

## Entstehung
Die genaue Entstehungszeit ist unklar. Zuerst vermutete man, dass das Bild mit der Kapelle im Jahre 1669 entstanden war. Als Grund vermutete man eine drohende Pest, die die Totentänze fernhalten sollten. 
Wenig später glaubte man, dass es sich um eine Nachahmung eines ähnlichen Bildes in Wien handelte. Dieses wurde aber erst um 1710 geschaffen. Im Barock sollte man immer wieder an den Tod erinnert werden und sich auf das Jüngste Gericht vorbereiten.
Der Künstler ist ebenfalls nicht bekannt, man vermutet, dass es ein Laienbruder vom nahen Kloster Waldsassen, Frater Cornelius von Bosche, gemalt hat. Dieser ist um 1721 gestorben. Wenn diese Urheberschaft zutrifft, lässt sich die Entstehung des Bildes für die Zeit von 1710 bis 1721 eingrenzen.

## Inhalt

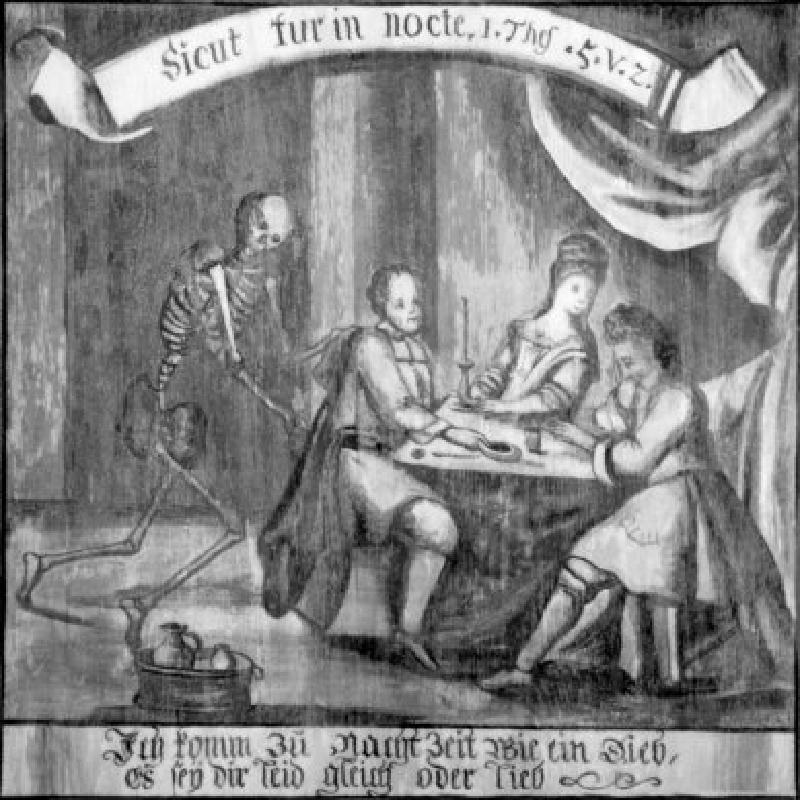
Sicut fur in nocte - Ich komm zu Nachtzeit wie ein Dieb, es sei dir Leid gleich oder Lieb!

Beim Totentanz von Wondreb handelt es sich um 28 einzelne Bilder gleichen Formates, die in 7 Reihen mit je 4 Tafeln angeordnet sind. Sie zeigen 8 Totenköpfe und 20 Totentänze. Alle Bilder sind in Grisaille-Technik gemalt, die zur Zeit des Barock nicht üblich war. Alle Bilder sind auf gleiche Weise aufgebaut: der Bibeltext über dem Bild, das Bild selbst und schließlich eine freie Übersetzung des Bibeltextes in deutscher Sprache.
Koordinaten: 49° 54′ 33,9″ N, 12° 23′ 4,1″ O